# Son meilleur ami (film, 1962)
Pour les articles homonymes, voir Son meilleur ami.
Pour plus de détails, voir Fiche technique et Distribution.
Son meilleur ami (Sein bester Freund) est un film ouest-allemand réalisé par Luis Trenker sorti en 1962.

## Synopsis
Peter Haller, Marius Melichar et Anderl Hepperger sont les meilleurs amis. Ils partent en randonnée en montagne et vont skier ensemble. Après une descente, Marius dit au revoir en premier, car il a rendez-vous avec la jeune Clarissa. Il ne l'aime pas vraiment, mais il espère l'épouser, car il spécule sur l'usine de son père Imhoff, où Peter travaille également. Pendant ce temps, Peter et Anderl conviennent de gravir la face nord de l'Eiger en une semaine.
Marius voulait en fait se rendre dans un lac de montagne avec Clarissa, mais décide au pied levé de partir en voyage d'affaires avec Imhoff. Il veut aussi mettre un peu de distance entre lui et son ancienne fiancée Judith, qui a séjourné à l'hôtel local en tant que chanteuse lors d'une tournée et veut maintenant lui rappeler les temps anciens. Au lieu de Marius, Peter amène maintenant au lac avec son amie d'enfance Clarissa et ils tombent tous les deux amoureux.
Pendant ce temps, Anderl reçoit la visite du journaliste Pat Nicot, qui a découvert l'ascension prévue et souhaite obtenir les droits de commercialisation exclusifs de l'ascension. Comme Anderl n'a jamais eu assez d'argent pour permettre à sa mère de réaliser son rêve de créer sa propre entreprise, il signe le contrat qui lui rapporte 3 000 francs suisses. Lorsque Peter, à l'instigation de Clarissa, se retire de l'ascension prévue de la face nord de l'Eiger, Anderl s'attaque seul à l'ascension, il a déjà dépensé l'argent de la boutique de sa mère et ne pourrait pas le rembourser à Pat Nicot ; de plus, sa bonne réputation de guide de montagne est en jeu. Peu avant lui, deux Italiens se sont déjà lancés.
Sur la montagne, de nombreux badauds et Pat Nicot suivent l'ascension au télescope. Bientôt, cependant, Anderl a disparu du champ de vision des spectateurs et tout le monde craint le pire. Peter, qui a pu suivre les problèmes de son ami à la radio, décide de l'aider. Lorsque Clarissa lui donne le choix "elle ou Anderl", Peter choisit la loyauté envers son ami. Marius emmène plus tard Clarissa à la montagne, où elle et la mère d'Anderl suivent tout directement.
Peter rattrape Anderl. Lorsqu'il veut descendre avec Anderl, ce dernier lui révèle qu'il a été payé pour l'ascension. Maintenant, ils veulent gravir le sommet ensemble. Ils rattrapent bientôt les deux Italiens et sont à 300 mètres sous le sommet quand soudain une avalanche de neige avec des rochers se déchaîne. Anderl est tué par les rochers, Peter est grièvement blessé dans les cordes. Au sol, des volontaires préparent la remontée et le sauvetage des blessés ; parmi eux se trouve Marius. Pendant ce temps, Clarissa reçoit la visite de Judith. Elle lui dit qu'elle avait l'habitude de sortir avec Marius et qu'elle avait payé tout son cours, et il l'a larguée quand il a trouvé un meilleur parti à Clarissa. Elle révèle à Clarissa que Marius déteste Peter, alors qu'il se tient entre elle et l'argent d'Imhoff.
Au sommet, les sauveteurs en montagne décident de descendre en rappel un homme jusqu'à Anderl et Peter. Marius est volontaire. Il trouve d'abord le cadavre d'Anderl, dont il annonce la mort. Il descend en rappel jusqu'à Peter. Bien qu'il lui parle, Marius annonce que Peter est également mort d'épuisement. Il le quitte. Clarissa, qui apprend la mort de Peter à la radio, affirme au chef du service de secours en montagne que Marius ment parce qu'il déteste Peter. Le chef demande à Marius de récupérer l'un des morts, finalement Marius ramène Peter gravement blessé. Il quitte la montagne seul.
Les funérailles d'Anderl ont lieu un peu plus tard. Peu de temps après, Peter et Clarissa sont vus s'éloigner dans le cabriolet.

## Fiche technique
- Titre français : Son meilleur ami[1]
- Titre original : Sein bester Freund
- Réalisation : Luis Trenker
- Scénario : Luis Trenker, Gustav Kampendonk
- Musique : Peter Sandloff
- Direction artistique : Hans Kuhnert
- Costumes : Karl Judex, Elfriede Mitterhuemer
- Photographie : Rolf Kästel, Bertl Höcht
- Son : Gerhard Müller
- Montage : Adolph Schlyssleder (de)
- Production : Kurt Ulrich
- Société de production : Kurt Ulrich Filmproduktion
- Société de distribution : Nora-Filmverleih
- Pays d'origine :  Allemagne de l'Ouest
- Langue : allemand
- Format : Couleur - 1,37:1 - Mono - 35 mm
- Genre : Drame
- Durée : 91 minutes
- Dates de sortie :
  -  Allemagne de l'Ouest : 30 novembre 1962.
  -  France : 11 décembre 1964[1].

## Distribution
- Toni Sailer : Peter Hallerp
- Dietmar Schönherr : Marius Melichar
- Hilti von Almen : Anderl Hepperger
- Hans Nielsen : le directeur Imhoff
- Elke Roesler : Clarissa, sa fille
- Rudolf Platte : Köhler
- Peer Schmidt (de) : Pat Nicot
- Hans Richter : Max
- Franz Muxeneder : Paul
- Carmela Corren : Judith Gerlach
- Paul Westermeier : Wimmer

## Production
Le tournage a lieu de juin à fin août devant et sur la face nord de l'Eiger et à Lugano. Des scènes d'un festival de schlager à Lugano avec des performances de Carmela Corren et Rocco Granata sont également intégrées au film. Le tournage en Suisse ayant été prolongé en raison du mauvais temps, la réalisation en studio à Berlin-Spandau ne commence que début septembre. La date de la première initialement prévue le 27 septembre 1962 n'a donc pas pu être respectée. La première a finalement lieu le 30 novembre 1962 à l'Universum de Stuttgart.
C'est le dernier long métrage de Luis Trenker : il réalise écrit le scénario et donne également une courte introduction au film, dans laquelle il raconte les véritables accidents survenus jusqu'à présent sur la face nord de l'Eiger. Hilti von Almen, qui joue l'alpiniste Anderl dans le film, est un véritable alpiniste. En 1962, l'année du tournage du film, lui et Paul Etter réalisent la première ascension hivernale du Cervin.